# Station Pont-Petit
Station Pont-Petit  is een van de vijf spoorwegstations in Saint-Ouen-l'Aumône. De andere vier zijn Saint-Ouen-l'Aumône, Saint-Ouen-l'Aumône-Liesse, Saint-Ouen-l'Aumône-Quartier de l'Église en Épluches. Het ligt aan de spoorlijn Pierrelaye - Creil, op kilometerpunt 29,730 van die lijn.
Het station wordt aangedaan door treinen van Transilien lijn H van Pontoise naar Persan - Beaumont en Creil.

## Vorig en volgend station
| Richting | Vorig station | Lijn    | Volgend station | Richting                   |
| -------- | ------------- | ------- | --------------- | -------------------------- |
| Pontoise | Épluches      | Trans H | Chaponval       | Creil of Persan - Beaumont |